# Гайдучок Степан Степанович
Степа́н Степа́нович Гайдучо́к (13 березня 1890, Підтемне, нині Львівського району, Львівської області — 16 березня 1976, Львів) — співзасновник спортового товариства «Україна», активний діяч пластового руху та спортивного товариства «Сокіл», завідувач кафедри фізичної культури Львівського державного медичного інституту в 1939—1941 роках.

## Життєпис
1910 року закінчує дворічні курси фізичної підготовки в Празькому університеті, до 1914 року встиг закінчити третій курс медичного факультету Львівського університету.
Перебував серед співзасновників спортового товариства «Україна» — разом з Іваном Боберським, Дмитром Вахнянином, Антоном Зеленим, Грицем Лучаківським, Василем Паліївим, Матвієм Яворським. 22 вересня 1911 року відбулося зібрання студентів вищих шкіл Львова, членів українського спортового гуртка, де було проголошено про створення нового товариства. 12 листопада того року за участи перших 43 членів товариства вибрано керівництво (до його складу увійшов, зокрема, Роман Носковський), першим головою став Матвій Яворський.
Восени того ж року входив до першого складу львівського футбольного клубу «Україна».

Львівські соколи перед виїздом до Праги на VІ-й Всесокільський злет. Зліва направо — у 1-му вікні вагона: Т. Гвоздецький, Юрій Боднар; 2-му вікні: Франтішек Коргонь, Йосиф Доманик; 3-му вікні: Степан Гайдучок до якого стоячи на пероні звертається Іван Боберський; 4-му вікні: Олександр Гошовський. На пероні зліва направо — 2-й: Степан Гасюк, 5-й: Гузар, 6-й: Федусевич. Львів, головний залізничний вокзал.

Учительський відділ товариства «Сокіл-Батько» у Львові, весна 1913. Зліва направо: Іван Боберський, Степан Гайдучок, Тарас Франко, Омелян Гузар, Петро Франко, Іван Ігнат, Олександр Довбенко, Ігор Федів.

1914 року входив до складу підготовчого комітету Шевченківського здвигу — від «Сокола-Батька».
Протягом 1914—1919 років перебував у війську як молодший лікар. Після листопадової революції 1918 року служив в Українській Галицькій Армії, як санітарний четар. У 1919—1920 роках був інтернований.
Був одним з ініціаторів викупу площі «Сокола-Батька» у Львові для розбудови там спортивних споруд.
У 1922—1939 та 1941—1944 роках викладав у львівських гімназіях та семінарії.
1922 року з Альфредом Будзиновським уклав програму курсів з навчання керівників добровільних пожежних команд, котрі входили до складу сільських осідків «Сокола-Батька».
У 1939—1941 роках завідував кафедрою фізичної культури Львівського медичного інституту, протягом 1944—1952 років працював на кафедрі викладачем. Помер у Львові 16 березня 1976 року, незадовго до того впавши при їзді лижами взимку, на яких («лижвах») він традиційно катався і в своєму досить поважному віці, нещасливо при тому зламавши тазостегнову кістку; останні роки мешкав самотній у Львові по вул. Пісковій, 28/1 на першому поверсі (свідчення краєзнавця С. В. Павчака, тоді студента-квартиранта з сусідньої квартири 3-тьої, який тої ж зими якось допоміг «професорові руханки» закріпити лижі на ногах, подивляючи збереженій атлетичній стрункості колишнього спортовця і офіцера); похований на Личаківському цвинтарі, поле № 80.
Досліджував у своїх наукових працях:
- питання методології фізичного виховання;
- історію розвитку в різних регіонах та на еміграції української фізичної культури і спорту;
- історію зародження пластового руху в Галичині;
- щодо проблем жіночого спорту.

У періодичних виданнях Галичини вийшла друком низка його праць — в часописах «Діло», «Громадський Вісник», «Новий Час», «Нова хата», «Вісти з Запорожа», «Сокільські Вісти» — входив також до складу його редакційної колегії, «Наша Батьківщина», за кордоном — у «Канадійському Фармері» та «Українському Соколі».
Надруковано близько його 10 книг із проблем спортивного виховання.
Його друковані праці:
- «Вільні вправи» (Львів, 1913);
- «Вправи вільноруч» (Львів, 1927);
- «Відбиванка (волейбол)» (частини 1—4, Львів, 1930);
- «Фізичне виховання українського народу», «Сокільські Вісти» (частина 3, 4; 1935);
- «Долівкові вправи (акробатика)» (Львів, 1936);
- «Півстоліття сокільських видань (бібліографічна збірка)» (Львів, 1937);
- «Вплив фізичного виховання на вдачу нашої молоді: монографія» (Львів, 1938);
- «Путівник туриста по західних областях України: рукопис» (Львів, 1947);
- «Погляди Івана Франка на туризм» — рукопис: рукопис» (Львів, 1949).